# Vergissmeinnicht (Erzählung)

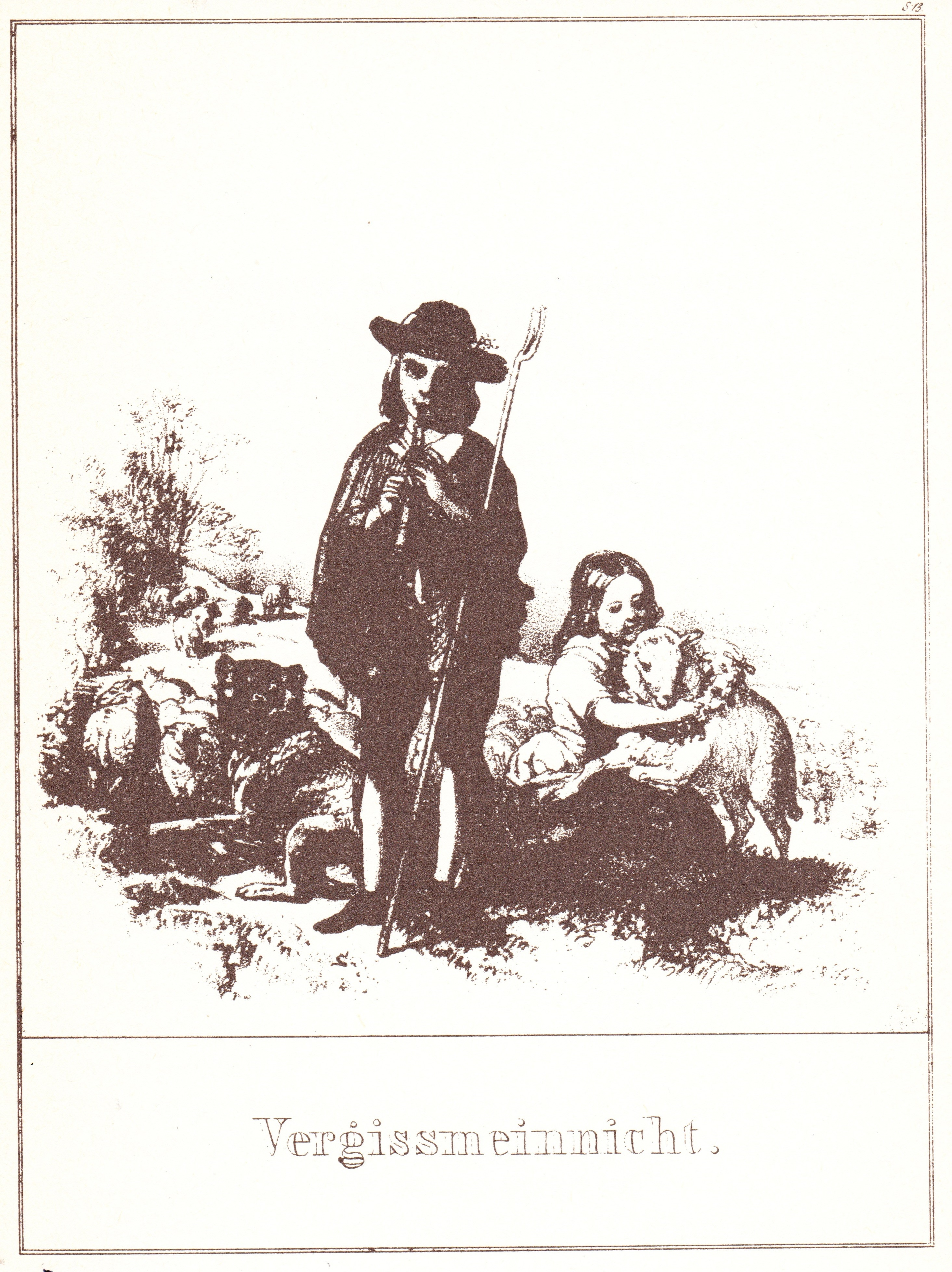
Quelle: Dorothee Hellermann (Hrsg.): Der Seele Schönheit. Erzählungen und Novellen für die weibliche Jugend aus der zweiten Hälfte des 19. Jahrhunderts neu zusammengestellt und mit Bemerkungen versehen von Dorothee Hellermann. F. Coppenrath, Münster 1977.

Vergissmeinnicht ist eine von Olga Eschenbach (geborene Johanna Hering) geschriebene Erzählung, die im Rahmen des Sammelbandes Der Seele Schönheit mit drei weiteren Geschichten veröffentlicht wurde. Sie handelt von der jungen Frau Gertrud, die bei ihrer Einführung in die Gesellschaft aufgrund ihres durch Pocken vernarbten Gesichts auf Ablehnung stößt. Durch einen lebhaften Traum erkennt sie jedoch, dass sie ihr Glück auch durch ihre inneren Werte und den Glauben an Gott finden kann.
Die Erzählung lässt sich außerdem in einer Zusammenstellung von mehreren Werken verschiedener Autorinnen mit dem gleichnamigen Titel „Der Seele Schönheit“ von Dorothee von Hellermann finden, die in diesem Sammelband einen Überblick über Erzählungen und Novellen für die weibliche Jugend in der zweiten Hälfte des 19. Jahrhunderts gibt.

## Handlung
Die junge Frau Gertrud hat ihre Jugend in einem behüteten Mädchenpensionat verbracht und soll nun an ihrem siebzehnten Geburtstag zum ersten Mal der Gesellschaft vorgestellt werden. Schon bei den Vorbereitungen zu diesem Ereignis zeigt sich, dass ihre Mutter sie zwar ordentlich kleidet, ihre Schwester jedoch optisch in den Vordergrund rücken möchte, weshalb Gertrud verweigert wird, sich ebenfalls eine Blume ins Haar zu stecken. Mit Mutter und Schwester auf dem Fest angekommen, mehren sich Vorfälle wie diese und es wird deutlich, dass das Aussehen Gertruds nicht den Erwartungen an eine junge Frau entspricht. Dennoch lässt sie sich von ihrer Schwester dazu ermutigen, sich so zu positionieren, dass sie beide zum Tanz aufgefordert werden könnten. Nachdem diese sofort gefragt wird, bleibt Gertrud jedoch allein zurück und muss mit anhören, wie die Mädchen neben ihr mit bösen Worten über ihr Äußeres lästern. Gertrud ist bestürzt über die Ablehnung, die sie erfährt, und zu ihrer Erleichterung will ihre Mutter bald darauf das Fest verlassen, da sie von Kopfschmerzen geplagt wird.
Wieder zuhause angekommen, ist Gertrud alleine in ihrem Zimmer und betrachtet sich selbst im Spiegel. Nach den Erfahrungen des Abends stößt sie ihr Äußeres, das sie während ihrer Zeit im Mädchenpensionat nicht in dieser Weise wahrgenommen hat, ab und sie sagt die Worte: „Mein Gott, wie ist es möglich, so hässlich zu sein.“. In einer kurzen Passage etwas später erwähnt sie, dass ihr Aussehen als Folge von Pocken entstanden ist, da sie im Pensionat jemandem mit dieser Krankheit gepflegt habe. In ihrem aufgewühlten Zustand stellt Gertrud alles in Frage und glaubt, dass es unmöglich sei, von ihrer Familie wirklich geliebt zu werden, sondern, dass ihre Mutter und Schwester nur Mitleid mit ihr empfänden. Ihre Verzweiflung geht so weit, dass sie Selbstmordgedanken hegt.
Anstatt sich in dieser Aufgewühltheit ins Bett zu legen, geht sie hinaus in den Garten des Hauses und setzt sich auf eine Bank. Dort schläft sie schließlich ein, was sich für sie jedoch anfühlt wie ein zauberhafter Flug in ein Tal. Gertrud wundert sich, dass es in diesem grünen Tal keine einzige Blume gibt und sofort fliegen nymphenartige Wesen aus dem Fluss und formen Blumen aus ihren Kleidern, die sie „Vergissmeinnicht“ taufen.
Ist dies gerade geschehen, kommen Kinder angelaufen und pflücken in ihrem Spiel alle Blumen bis auf eine, die alleine zurückbleibt. Die Blume spricht und sorgt sich darum, in diesem Zustand bald zu verdursten. Da wird sie von den Wellen des Baches aufgenommen und treibt in diesem davon. Gertrud folgt ihr. Zusammen gelangen sie zu einer Stelle das Tals, an der ein kleines, schönes Häuschen steht, in der Ferne sieht man ein Schloss und mehrere Dörfler gehen ihren Arbeiten nach. Die junge Protagonistin wünscht sich sofort, selbst ein Leben in diesem Häuschen zu führen, da wird die Tür geöffnet und eine wunderschöne Jungfrau tritt hinaus. Sie geht hinüber zu einem Hügel, auf dem sich das Grab ihrer Mutter befindet und spricht unter Tränen zu ihr. So erfahren Gertrude und der Leser, dass diese gestorben ist, da die Jungfrau das Interesse des Schlossherren auf sich gezogen hat und so die Familie entzweite. Sie wünscht sich, hässlich zu sein, um diesem Schicksal hätte entgehen zu können. Die Jungfrau findet das Blümchen, das sich in den Zweigen einer Trauerweide verfangen hat, und fischt es aus dem Fluss. Für sie ist es ein Zeichen ihrer Mutter, die ihr auf dem Sterbebett die Worte: „Vergiss mein nicht.“ sagte.
In diesem Moment erwacht Gertrud und sieht ihre Mutter vor sich stehen. Sie ist sich nun ihrer Liebe gewiss und versichert ihr, dass die letzten Stunden sie gerettet hätten. Sie möchte fortan ihr Glück in ihrem eigenen Herzen und in Gott finden. Die Erzählstimme beschreibt, dass „der Seele Schönheit“ aus ihren Augen strahle.

## Hintergrund
Mädchenbücher des 19. Jahrhunderts lassen sich oft dem Subgenre der Backfischromane zuordnen, die das Heranwachsen junger Frauen zu dieser Zeit beschreiben. Inhaltlich spiegeln die Romane und Erzählungen die Erfahrungen der Töchter des wohlhabenden Bürgertums wieder, die den Übergang von ihrem Familienleben in eine eigene Zukunft, meist mit einem Ehemann, vollbringen müssen. Dabei werden sie zunächst aus „glücklichen Verhältnissen“ herausgerissen und dann häufig durch eine schwierige Situation auf die Probe gestellt. Auch Vergissmeinnicht lässt sich der Backfischliteratur zuordnen, wenn auch der Punkt der Heirat noch nicht angesprochen wird.
Die junge Gertrud hat bisher ohne Konfrontationspunkte mit ihrem Äußeren in einem Mädchenpensionat gelebt und wird nun auf ihrem Weg in die Gesellschaft mit der schwierigen Situation der Lästerei konfrontiert und anschließend auf die Probe gestellt, mit diesem Ereignis umzugehen oder aufzugeben. In der Mädchenliteratur hilft den Protagonistinnen meist eine „glückliche Wendung des Schicksals“ oder auch „eine göttliche Fügung“. In Vergissmeinnicht zeigt sich dies durch Gertruds Traum, der ihre Sichtweise auf die Wichtigkeit des eigenen Äußeren verändert und ihren Glauben an Gott stärkt.
Zwei weitere Aspekte von Mädchenbüchern, die in Vergissmeinnicht Anklang finden, jedoch nicht derart deutlich vertreten sind, sind die Bildung der Protagonistinnen und das Auftreten eher undifferenzierter Charaktere. Ersteres spielte besonders für Autorinnen eine Rolle, die selbst Erzieherinnen waren – wie es auch bei Olga Eschenbach der Fall war. Vielleicht genoss Gertrud aus diesem Grund die Bildung eines Mädchenpensionats, bis sie siebzehn Jahre alt war. Der zweite Punkt der undifferenzierten Charakterisierungen zeigt sich in Eschenbachs Werk noch am deutlichsten an der wunderschönen und frommen Jungfrau, die zunächst als Idealbild dargestellt wird. Gleichzeitig übersteigt die Erzählung jedoch diese Ebene der Unterscheidung in gute/böse, glückliche/unglückliche Charaktere, indem Gertrud am Ende feststellt, dass auch sie durch ein reines Inneres und den Glauben an Gott ihr Glück finden kann.

## Literarische Besonderheiten

### Bildliche Sprache
Olga Eschenbachs Erzählung Vergissmeinnicht zeichnet sich literarisch besonders durch eine sehr bildliche Sprache aus, wie sich an den folgenden exemplarischen Textstellen erkennen lässt:
S. 34: Gertrud steht vor dem Spiegel und denkt über das Geschehen und ihr Äußeres nach:
„Welche Gefühle tobten in meinem Innern! Wie der zuckende Blitzstrahl, der auf Augenblicke die schwarze Nacht erhellt, uns unsere Umgebung im grellsten Lichte zeigt, so durchfuhr ein Gedanke nach dem andern mein erregtes Gehirn, tausend Ideen tauchten in mir auf, die sich allmählich zu einem Bilde verschmolzen, das, so unklar es mir auch noch vorschwebte, mich dennoch mit Entsetzen füllte. Zum ersten Male in meinem Leben fühlte ich das Unglück, hässlich zu sein.“
S. 36: Beschreibung des Hinübergleitens von Gertruds Bewusstsein in die Traumwelt:
„Da war mir’s mit einem Male, als legte sich eine weiche Hand auf meine Augen, als umfassten mich zwei lebenswarme Arme, und als zögen sie mich immer höher und höher. Und fort ging es durch die bläulichen Lüfte im schnellen Fluge, so hoch über die Erde, das mir die Häuser wie Schnecken erschienen, und die Menschen an Größe den Ameisen gleich.“

### Verbindung zum Leben der Autorin
Im Laufe der Erzählung spricht die Ich-Erzählerin Gertrud wiederholt eine „Olga“ direkt an und deutet die Verwobenheit ihrer Schicksale an.
„Deine Mutter, liebe Olga, welche mit mir in derselben Anstalt erzogen wurde, war durch mich dem Leben wiedergegeben worden; meiner Pflege, meiner unermüdlichen Sorgfalt verdankte sie nicht nur die Wiederherstellung von den Pocken, an welchen sie gefährlich danieder lag, sondern auch die gänzliche Befreiung von den Spuren dieser Krankheit, die mich nachher mit doppelter Gewalt ergriff, und mich fast unkenntlich machte.“
Zusätzlich enthält der letzte Absatz der Erzählung einen Perspektivwechsel.
„Hier schwieg Getrud. Eine himmlische Ruhe lag in dem Blicke, mit dem sie mich fragend anschaute. Nein, sie war nicht unglücklich, obgleich sie hässlich war. Der Seele Schönheit strahlte aus ihrem Auge!“
An dieser letzten Stelle könnte der Leser zunächst annehmen, dass hier aus der Perspektive von Getruds Mutter geschrieben wird, da diese sie zuvor nach dem Traum auffindet. Liest man jedoch die Einleitung der Autorin Olga Eschenbach zu ihrem Sammelband Der Seele Schönheit, wird deutlich, dass sie im echten Leben tatsächlich mit einer Getrud bekannt war und die Erzählung Vergissmeinnicht vielmehr die Nacherzählung einer Geschichte sein soll, die diese ihr anvertraut hat.
Die Protagonistin der hier thematisierten Erzählung soll laut des Einleitungstextes des Buches die Gertrud darstellen, die im Leben von Olga Eschenbach (Johanna Hering) die Rolle ihrer Erzieherin und später auch Lehrerin eingenommen hat. Die beiden hatten eine innige Beziehung, der die Autorin im Vorwort deutlich nachtrauert, da Getrud zum Zeitpunkt des Schreibens bereits verstorben ist. Außerdem erzählt sie in diesem emotionalen Vorwort, dass sie mit der erwachsenen Getrud gemeinsam eine Situation erlebte, die dafür sorgte, dass diese ihr die in der Erzählung geschilderte Geschichte berichtete. Die Autorin sagt, sie hoffe, dadurch jungen Frauen zu zeigen, dass tugendhaftes Verhalten und Gott als Stütze im Leben mehr wert sind als Äußerlichkeiten.
Aus dem Vorwort lässt sich ebenfalls erkennen, dass auch die darauf folgenden Erzählungen des Sammelbandes Geschichten sind, die die junge Olga Eschenbach von ihrer Erzieherin erzählt bekommen hat. Dieses erzählerische Element lässt die Autorin auch immer wieder in die Erzählungen einfließen, indem sie zum Beispiel Stellen wie diese aus Die Perlen einfügt:
„Ich unterbreche hier auf kurze Zeit meine Erzählung – so fuhr Getrud fort, - um etwas über die früheren Lebensverhältnisse Mariannes einzuschalten.“

## Einordnung in den Rahmen des Sammelbands
Die Erzählung Vergissmeinnicht ist zusammen mit vier weiteren Erzählungen in dem Sammelband Der Seele Schönheit, das als Digitalisat der TU Braunschweig vollständig online verfügbar ist, als dritte Auflage im Jahr 1855 veröffentlicht worden.
Erzählungen:
1. Vergissmeinnicht
2. Der irische Pächter
3. Wohltat und Dankbarkeit
4. Die Perlen

Als Erzählung mit autobiographischem Hintergrund geht Vergissmeinnicht den anderen drei Erzählungen voraus. Obwohl diese den Kosmos des realen Lebens der Autorin weitaus deutlicher überschreiten, weisen sie wie oben erwähnt immer wieder eine Verbindung zu Getrud, ihrer Erzieherin, auf. Außerdem fügen sie sich inhaltlich alle weitestgehend in die bereits beschriebenen Charakteristika von Mädchenliteratur ein.